# جام باشگاهی آفریقا–آسیا ۱۹۹۳
جام باشگاهی آفریقا–آسیا ۱۹۹۳ ششمین دوره جام باشگاهی آفریقا–آسیا بود که توسط کنفدراسیون فوتبال آفریقا (کاف) و کنفدراسیون فوتبال آسیا (ای‌اف‌سی) تأیید شد و بین برندگان جام قهرمانان آفریقا و جام باشگاه‌های آسیا برگزار شد.
فینال به صورت رفت و برگشت بین تیم ایرانی پاس تهران، قهرمان جام باشگاه‌های آسیا ۹۳–۱۹۹۲ و تیم مراکشی الوداد کازابلانکا، قهرمان جام قهرمانان آفریقا ۱۹۹۲ برگزار شد.

## تیم‌های راه‌یافته
| تیم               | نحوه صلاحیت                       | حضور قبلی (پررنگ نشانه قهرمانی است) |
| ----------------- | --------------------------------- | ----------------------------------- |
| الوداد کازابلانکا | قهرمان جام قهرمانان آفریقا ۱۹۹۲   | نداشته                              |
| پاس تهران         | قهرمان جام باشگاه‌های آسیا ۹۳–۱۹۹۲ | نداشته                              |

## جزئیات مسابقات

### بازی رفت
| پاس تهران | ۰–۰ | الوداد کازابلانکا |
| --------- | --- | ----------------- |
|           |     |                   |

### بازی برگشت
| الوداد کازابلانکا | ۲–۰ | پاس تهران |
| ----------------- | --- | --------- |
|                   |     |           |

## قهرمان
| قهرمان جام باشگاهی آفریقا–آسیا ۱۹۹۳ |
| ----------------------------------- |
| الوداد کازابلانکا                   |
| اولین قهرمانی                       |